# Darlenys Obregón
Darlenys Obregón, född 21 februari 1986, är en friidrottare från Colombia. Hon deltog vid olympiska sommarspelen 2004, olympiska sommarspelen 2008 och olympiska sommarspelen 2012.